# Прессман, Салли
Салли Прессман (англ. Sally Pressman, род. 1 августа 1981) — американская актриса, наиболее известная по роли Рокси Леблан в телесериале «Армейские жёны».

## Жизнь и карьера

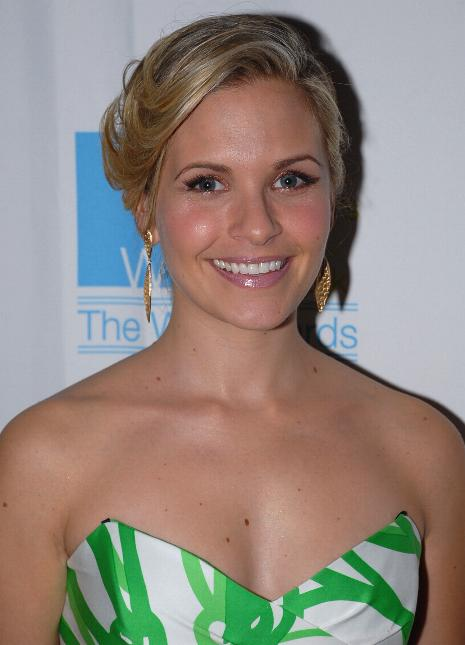
Салли Прессман в 2007 году

Салли Прессман родилась в Нью-Йорке. Учась в школе она занималась балетом и танцами, а после поступила в Йельский университет, который закончила со степенью бакалавра. После она начала карьеру в театре, а также снялась в нескольких независимых фильмах. В 2006 году она дебютировала на телевидении, снявшись в пилотном эпизоде сериала «Акула».
В 2007 году Прессман получила роль Рокси ЛеБланк, одного из четырёх главных героев телесериала канала Lifetime «Армейские жёны». Она снималась в шоу вместе с Кэтрин Белл, Ким Дилейни и Бриджид Брэнной начиная с 2007 года по 2012, на протяжении шести сезонов. В сентябре 2011 года она подписала контракт с NBC на съемки в других проектах, после окончания сериала. Также она была гостем в сериалах «Мыслить как преступник» и «Новые приключения старой Кристин», а в 2008 году сыграла главную роль в телефильме канала Lifetime «Болезненная страсть».
Прессман сыграла главную роль в пилоте NBC «Джо, Джо и Джейн» в 2013 году. Осенью 2013 года Шонда Раймс пригласила Прессман в третий сезон своего сериала «Скандал». В следующем году она появилась в другом шоу Раймс, «Анатомия страсти», а также сыграла сестру снежной Королевы в «Однажды в сказке», также на ABC.
С 17 сентября 2011 года Салли замужем за актёром Дэвидом Клэйтоном Роджерсом, с которым она встречалась 5 лет до их свадьбы. У супругов есть двое детей — сын Джошуа Роджерс (род. 10.04.2013) и дочь (род. 08.09.2018).

## Фильмография

### Телевидение
| Год             | Название на русском              | Название на английском              | Роль               | Примечания                                                       |
| --------------- | -------------------------------- | ----------------------------------- | ------------------ | ---------------------------------------------------------------- |
| 2006            | Акула                            | Shark                               | Deena Brock        | Эпизод: «Pilot»                                                  |
| 2007            | Мыслить как преступник           | Criminal Minds                      | Крисси Уилкинсон   | Эпизод: «Birthright»                                             |
| 2007-2012, 2013 | Армейские жёны                   | Army Wives                          | Рокси Леблан       | Регулярная роль, 105 эпизодов                                    |
| 2008            | Новые приключения старой Кристин | The New Adventures of Old Christine | Мелани             | Эпизод: «Between a Rock and a Hard Place»                        |
| 2008            | Болезненная страсть              | Love Sick: Secrets of a Sex Addict  | Сью Силверман      | Телефильм канала Lifetime                                        |
| 2011            | Будь мужчиной                    | Man Up                              | Келли              | Эпизод: «Camping»                                                |
| 2013            | Джо, Джо и Джейн                 | Joe, Joe & Jane                     | Джейн Вэксмэн      | Пилот                                                            |
| 2013            | Скандал                          | Scandal                             | Кэндис Маркус      | Второстепенная роль, 3 эпизода                                   |
| 2014            | В поле зрения                    | Person of Interest                  | Холли              | Эпизод: «4C»                                                     |
| 2014            | Анатомия страсти                 | Grey’s Anatomy                      | Молодая Эллис Грей | Эпизоды: «I Must Have Lost It on the Wind» and «Only Mama Knows» |
| 2014            | Однажды в сказке                 | Once Upon a Time                    | Хельга             | Эпизод: «The Snow Queen»                                         |

### Фильмы
| Год  | Название на русском         | Название на английском       | Роль          | Примечания             |
| ---- | --------------------------- | ---------------------------- | ------------- | ---------------------- |
| 2003 | Шпагоглотатели и худые      | Swordswallowers and Thin Men | Моника        |                        |
| 2006 | Последние обряды мертвых    | Last Rites of the Dead       | Босс Анджелы  |                        |
| 2007 |                             | Life Unkind                  | Амелия        | Короткометражный фильм |
| 2007 |                             | The Dread                    | Тери          |                        |
| 2008 | Девушка моего лучшего друга | My Best Friend’s Girl        | Кортни        |                        |
| 2013 |                             | The Barter System            | Дженна        | Короткометражный фильм |
| 2013 |                             | Speed Queen                  | Дженна        | Короткометражный фильм |
| 2014 |                             | Ladies on Top                | Cassie Bieber |                        |
| 2015 |                             | 400 Days                     | Darla         |                        |